# Poltys illepidus
Poltys illepidus är en spindelart som beskrevs av Carl Ludwig Koch 1843. Poltys illepidus ingår i släktet Poltys och familjen hjulspindlar. Inga underarter finns listade i Catalogue of Life.